# بوی‌نکست‌دور
بوی‌نکست‌دور (انگلیسی: BoyNextDoor; کره‌ای: 보이넥스트도어; لاتین‌نویسی اصلاح‌شده: Boinekseuteudoeo) گروه پسرانه اهل کره جنوبی شکل گرفته توسط کاز انترتینمنت در سال ۲۰۲۳ است. این گروه متشکل از شش عضو، سونگ‌هو، ری‌وو، جه‌هیون، ته‌سان، لی‌هان و وون‌هاک است. این گروه که با تصویر پسر همسایه توصیف می‌شود، کار خود را به عنوان ایزی لیسنینگ با تمرکز موضوعی بر زندگی روزمره تعریف می‌کند. بوی نکست‌دور در سال ۲۰۲۳ با آلبوم تک‌آهنگ Who! فعالیتش را آغاز کرد. آلبوم چندآهنگه Why.. که در همان سال منتشر شد، باعث اولین حضور گروه درجدول بیلبورد ۲۰۰ شد. دومین آلبوم چندآهنگه گروه، How? (۲۰۲۴) به اولین انتشار این گروه تبدیل شد که در صدر جدول آلبوم‌های گائون قرار گرفت.

## اعضا
برگرفته از وبگاه رسمی:
- سونگ‌هو (성호)
- ری‌وو (리우)
- جه‌هیون (명재현) – لیدر[۲]
- ته‌سان (태산)
- لی‌هان (이한)
- وون‌هاک (운학)